# طحالب دوارة عارية
الطحالب الدوارة العارية (الاسم العلمي:Gymnodiniphycidae) هي تحت طائفة من السوطيات الدوارة تتبع طائفة الطحالب الدوارة.

## التصنيف
- المتقوصريات
  - المتقوصرات
    - دوارة كارين